# Charles Borre Selby
Charles Borre lensbaron Selby (31. august 1778 i København – 30. juli 1849 sammesteds) var en dansk diplomat og godsejer.
Han var søn af baron Charles August Selby. I en alder af 21 år blev han attaché ved det danske gesandtskab i Stockholm, var derpå legationssekretær i Berlin fra 1801-06, afbrudt med et ophold i Sankt Petersborg som midlertidig chargé d'affaires fra 1803-04, og synes derefter at have arbejdet en tid i Udenrigsdepartementet. 1809 var han med Niels Rosenkrantz i Jønkøping under fredsforhandlingerne, og i juli 1810 sendtes han som emissær til Sverige for hemmeligt at virke for Frederik VI's kandidatur til den svenske trone, en sendelse, der ikke førte til det tilsigtede mål. Fra 1810-13 var Selby gesandt i Kassel ved kong Jérôme af Westfalens hof. Efter at have været en tid ude af statens tjeneste blev Selby i 1820 gesandt i Haag, en post, som han beklædte lige til året 1842, da han forlod den diplomatiske karriere og vendte hjem, hvor han døde 30. juli 1849 på landstedet Bonne Espérance ved København. Under sin diplomatiske tjenestetid var han successivt blevet kammerherre 1809, Kommandør af Dannebrog 1824, Storkors 1826 og gehejmekonferensråd 1836.
Selbys hustru, hvem han havde ægtet 1. juli 1806, og som først havde været forlovet med kammerherre Bernt Anker, var Christiane Georgine Louise f. Falbe (15. april 1786 i
Helsingør – 11. november 1843 i København), datter af inspektør ved Øresunds Toldkammer, kaptajn Ulrik Anton Falbe (1746-1795) og Ide Marie f. Møller (1763-1842). Selby var sikkert en meget flittig og samvittighedsfuld embedsmand, hvad de af ham efterladte akter vidner om, men han har næppe spillet nogen fremtrædende rolle som diplomat og ej heller som godsejer, en stilling, han ikke havde nogen tilbøjelighed til, thi han var meget glad ved i året 1840 at kunne sælge sine godser på Falster. I stedet for godserne blev der oprettet et pengefideikommis, og han blev i 1843 ophøjet til lensbaron som besidder af Det friherrelige Selbyske Forlods. Forlodset blev arvet af Selbys dattersøn, grev Preben Charles Bille-Brahe til Hvedholm, der antog navnet Bille-Brahe-Selby.